# Djoliba Athletic Club
Le Djoliba Athlétic Club est un club omnisports malien basé à Bamako. Il est l'un des deux grands clubs du pays avec son grand rival, le Stade malien. Djoliba désigne le fleuve Niger en langue locale.

## Historique
Le club est fondé en 1960 :par fusion du Foyer du Soudan et d'Africa Sport de Bamako.
La section football a remporté à 19 reprises la Coupe du Mali, ce qui constitue un record. Il a également remporté 22 fois le championnat national, ce qui constitue aussi un record au Mali.
Le club a été présidé par Tieba Coulibaly de 1960 à 1988, Abdoulaye Traoré (alias Tout Petit) de 1988 à 1990 et Karounga Keïta à partir de 1990.

## Palmarès

### Basket-ball

#### Hommes
- Coupe du Mali
  - Vainqueur : 1999[1]

#### Femmes
- Coupe d'Afrique féminine des clubs champions
  - Vainqueur : 2005
  - Finaliste : 1997 et 1999
- Championnat du Mali
  - Champion : 2017 et 2019[2]
  - Vice-champion : 2020[3]
- Coupe du Mali
  - Vainqueur : 2017, 2018 et 2019[2]
  - Finaliste : 2020[3]
- Supercoupe du Mali
  - Vainqueur : 2016[2] et 2021[3]
  - Finaliste : 2013[2]

### Football
- Coupe de l'UFOA
  - Finaliste : 1990
  - Finaliste coupe CAF : 2012
  - Demi finaliste de la coupe d'Afrique des vainqueurs de coupe : 1981,1982
  - Coupe CAF: 8è de finale en 2014
  - Coupe CAF: Phase des poules: 2010,2018,2020
  - Demi finaliste de la coupe d'Afrique des clubs champions : 1967
  - Quart de finaliste de la coupe d'Afrique des clubs champions : 1972, 1974, (disqualifié en 1977 après avoir été qualité sur le terrain)
  - Ligue des champions CAF: 2025 qualifié à la phase de groupe (1er club Malien)

- Championnat du Mali (24)   (record) :
  - Champion : 1966, 1967, 1968, 1971, 1973, 1974, 1975, 1976, 1979, 1982, 1985, 1988, 1990, 1992, 1996, 1997, 1998, 1999, 2004, 2008, 2009, 2012, 2022, 2024

- Coupe du Mali (20)  (record) :
  - Vainqueur : 1965, 1971, 1973, 1974, 1975, 1976, 1977, 1978, 1979, 1981, 1983, 1993, 1996, 1998, 2003, 2004, 2007, 2008, 2009, 2022
  - Finaliste : 1961, 1964, 1980, 1984, 1985, 1986, 1988, 1989, 1990, 2005, 2013, 2025

- Supercoupe du Mali (8)
  - Vainqueur : 1993, 1994, 1997, 1999, 2008, 2012, 2013, 2022
  - Finaliste : 1998, 2007

- Coupe d'Afrique-Occidentale française
  - Finaliste : 1954

## Anciens joueurs

### Football
- Adama Coulibaly
- Drissa Diakité
- Mamadou Diallo
- Souleymane Diamoutene
- Alphousseyni Keita
- Makan Keita
- Sidi Keita
- Karounga Kéïta
- Amadou Sidibé
- Adama Tamboura
- Dramane Traoré

(voir aussi Catégorie:Joueur du Djoliba AC)

#### Entraineurs
- 2010-2011 :  Michel Kigoma[4]
- 2024-2025 : Demba Mamadou Traoré

### Basket-ball féminin
- Fatoumata Bagayoko
- Nassira Traoré
- Adama Coulibaly